# Пололикашвили, Зураб
Зураб Пололикашвили (груз. ზურაბ პოლოლიკაშვილი; род. 12 января 1977, Тбилиси) — грузинский дипломат, Генеральный секретарь Всемирной туристской организации ООН (UNWTO), на 2018—2021 годы.

## Биография
Окончил Грузинский технический университет, отделение банковского дела (1998). В 1997—2005 гг. работал в банке TBC, пройдя путь от менеджера до директора центрального офиса банка.
В 2005 г. занял пост заместителя министра иностранных дел Грузии (при министре Геле Бежуашвили), занимался, в частности, вопросами облегчения визового режима для въезда в Грузию.
В 2006—2009 гг. чрезвычайный и полномочный посол Грузии в Испании; одновременно окончил курс Института предпринимательства в Мадриде по программе Global Senior Management Program.
В 2009—2010 гг. министр экономического развития Грузии.
В 2010—2011 гг. вице-президент компании TBC Group.
В 2017 г. избран руководителем Всемирной туристской организации.